# Wipperdorf

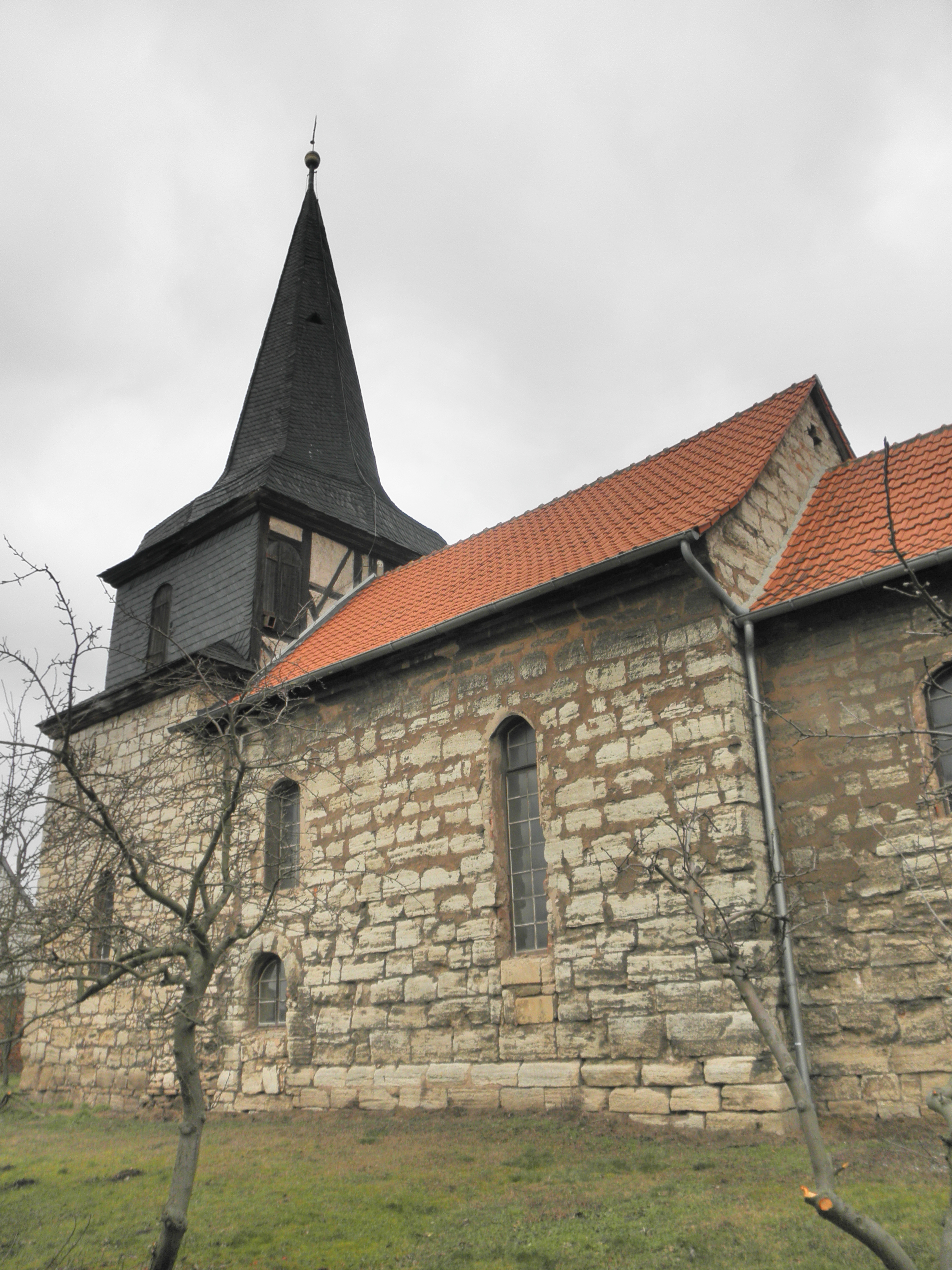
Eglise à Wipperdorf.

Wipperdorf est une ancienne commune allemande du land de Thuringe, dans l'arrondissement de Nordhausen, au centre de l'Allemagne.